# Жељезара Никшић
Жељезара Никшић је била црногорска фабрика за производњу гвожђа и челика. Основана је одлуком Владе СФРЈ дана 16. децембра 1950. године. Године 2022. фабрику купује Електропривреда Црне Горе која на њеној имовини оснива нову фирму „ЕПЦГ - Жељезара”. Новооснована фирма се окреће соларној индустрији, умјесто производње и прераде челика што је била основна дјелатност никшићке Жељезаре од свог оснивања.

## Историјат
Производња у Жељезари је почела 8. децембра 1956. године пуштањем у рад првог изграђеног погона Хладне ваљаонице. До 1992. године Жељезара носи име познатог револуционара и државника Бориса Кидрича.
У периоду од 1975. - 1982. године извршена је опсежна реконструкција, модернизација и проширење капацитета фабрике и она је у суштини значила изградњу нове Жељезаре са капацитетом од 380 хиљада тона сировог челика и 310 хиљада тона готове робе. У овом периоду изграђене су електролучне пећи, постројење за ливење гредица, и савремене Блуминг и Комбинована ваљаоница. Опрема инсталирана током ове модернизације фабрике била је савремена и омогућавала је Жељезари да буде произвођач скоро свих врста квалитетних челика, потребних индустрији тадашње државе СФРЈ. Коначно заокружење производног програма и капацитета завршено је 1992. године када је пуштен у рад погон Ковачница, на који начин је проширен квалитетни и димензиони асортиман готових производа.
Осамдесете године 20. вијека су период пуне афирмације Жељезаре Никшић. Поред испорука за домаће тржиште у том периоду Жељезара годишње пласира око 50 хиљада тона челика и за инострано тржиште, то јест око 20 одсто своје укупне реализације. Максималан број радника који је био запослен у Жељезари је 7.300. Фирма је од свог оснивања решавала и стамбена питања радника и то путем изградње и додјеле 3.114 станова, као и додјеле 2.861 кредита за стамбене намјене. У Жељезари је од оснивања радило преко 21 хиљада радника.
Рекордна производња је остварена 1987. године када је произведено 291.000 тона сировог челика и 244.100 тона робе.

### Организација рада Жељезаре
Организација Жељезаре је од свог оснивања стално усклађивана са захтјевима процеса рада, па је долазило до њених честих промјена - обједињавања, припајања или престанка рада одређених погона и економских радних јединица.
Погони Жељезаре и њихов почетак рада:
- Хладна ваљаоница (1956)
- Челичана (1957)
- Токарија ваљака (1957)
- Тешка ваљаоница (1957)
- Ваљаоница лима (1957)
- Ситна ваљаоница (1959)
- Ливница (1960)
- Средња ваљаоница (1960)
- Вучионица челика (1961)
- Блуминг ваљаоница (1978)
- Комбинована ваљаоница (1982)
- Ковачница (1992)

Трансформацијом и подјелом имовине друштвеног предузећа Жељезара, 1993. године организована је Холдинг компанија Жељезара Никшић. Поред Жељезаре као кровног предузећа, у саставу Холдинг компаније основана су дионичарска друштва као самостални субјекти: Радвент, Институт за црну металургију (ИЦМ), Инжењеринг, Промонт, ММК Стандард, Ваљаоница ХВТ, Ливница и Центар техничких гасова (ЦТГ).

### Приватизација
Деведесетих година прошлог вијека распадом бивше Југославије и увођењем санкција Жељезара губи значајан дио тржишта чиме почиње отежан период њеног пословања. Руководство фабрике је проблем покушавало да ријеши на разне начине, давањем капацитета Жељезаре у закуп, уговорима о пословној сарадњи и приватизацијом.
- Од марта 2002. до децембра 2002. године Жељезаром је по уговору о закупу управљала фирма „Rusmont Steel”.
- Од октобра 2003. до јула 2004. Жељезаром управља фирма „Нексан” по уговору о пословној сарадњи.
- Јула 2004. фирма ”Midland Resources Holding Ltd.” је извршила приватизацију Жељезаре и била је њен власник до новембра 2005. године.
- Нова приватизација је извршена у новембру 2006. од стране фирме ”MN Specialty Steels” која је трајала до 2011. године.
- Године 2012. Жељезару приватизује турска фирма ”Toscelik Special Steel” која остаје њен власник до 2022. године.[2]
- У децембру 2022. године  Жељезару купује Електропривреда Црне Горе која на њеној имовини оснива нову фирму „ЕПЦГ - Жељезара” за производњу соларне енергије.[3]

## Остале активности

### Информисање
Јавно информисање у Жељезари о свим значајним збивањима из живота и рада предузећа почело је 1961. године изласком првог броја листа "Билтен", које 1966. године мијења назив у "Наша Ријеч". Од 1962. године до краја деведестих радила је и разгласна станица као допуна новинама за дневно информисање.

### Култура
Већ након изградње фабрике радници су основали културно - забавне организације под окриљем Жељезаре:
- Културно умјетничко друштво "Челик" са фолклорном, музичком и драмском секцијом.
- Библиотеку са преко 10.000 књига
- Литералну секцију "Челик"
- Књижевни клуб "Мирко Бањевић"
- Фото - кино клуб
- Ликовну галерију Жељезаре

### Спорт
Године 1957. Жељезара оснива Радничко спортско друштво "Челик" које се наредних година ширило оснивањем клубова у разним спортовима:
- 1957. године основан Атлетски клуб, Шаховски клуб, Планинарско-смучарска секција и Стрељачки клуб.
- 1957. године основан Фудбалски клуб "Челик".
- 1960. године основани рукометни, одбојкашки и стонотенисерски клубови.
- 1962. године основан кајакашко-веслачки клуб.
- 1966. године основан куглашки клуб.
- 1980. године основан Клуб за спортове на води и рониоце.
- 1989. године почиње са радом тениска секција.

Приватизацијом Жељезаре већина спортских клубова и културних организација су угашене, а њихов мањи број је наставио са радом изван Жељезаре. Лист "Наша Ријеч" је престао да излази.

### Остало
У склопу фабрике је пословала интерна банка Жељезаре за банкарске потребе радника, Медицина рада која је омогућавала здравствене прегледе радницима, а у Игалу је Жељезара имала у већинском власништву хотел „Металург”. Биоскопска сала је била у склопу радне јединице Синдчел. Након приватизације све ове јединице Жељезаре су угашене или распродате.

## Занимљивости
- Копање темеља за изградњу Жељезаре је било веома отежано због тврдог терена („сиге”), тако да су се сви радови морали изводити ручно уз претходно минирање, иако је дубина ископа била 5 метара.
- Изградња свих грађевинских објеката Жељезаре повјерена је Грађевинском предузећу „Црна Гора” које је тада и формирано.
- Највећа несрећа у Жељезари догодила се 12. јула 1963. године када је погинуло 7 радника Челичане.
- Предсједник СФРЈ Јосип Броз Тито је два пута посјетио Жељезару Никшић. Први пут 1959. године, а други пут 1969. године.[4]
- Године 1976. одливена су постоља за мост „Газела” у Београду и за мост на Малој ријеци на прузи Београд - Бар.
- Жељезара "Борис Кидрич" је била оснивач двије фабрике које су пословале у њеном саставу ван општине Никшић, и то Фабрике машинских дјелова - Рожаје и Фабрике електрода Плужине.
- Највећа хаварија десила се на постројењу у Челичани 7. фебруара 1980. године када је дошло до експлозије у електролучној пећи од 60 тона.[5]
- У кругу Жељезаре је постојало 6 ресторана и 3 бифеа, а у Никшићу и ближој околини Жељезара је била власник 7 продавница прехране и једне продавнице техничке робе.
- Свјетски шаховски првак Анатолиј Карпов је гостовао у Никшићу 1975. године гдје је одиграо симултанку са шахистима „Челика”.